# Стивенвилл
Стивенвилл (англ. Stephenville) — город на острове Ньюфаундленд в канадской провинции Ньюфаундленд и Лабрадор. Второй по величине город на западном побережье Ньюфаундленда. 
В городе находится международный аэропорт.

## География и климат
Город расположен на западном побережье острова Ньюфаундленд, в заливе Сент-Джордж-Бей. 
В городе умеренно-холодный климат, Dfb согласно классификации климата Кёппена.

Среднегодовая температура в городе 4.6 °C. 
 
Выпадает около 1232 mm осадков в год.

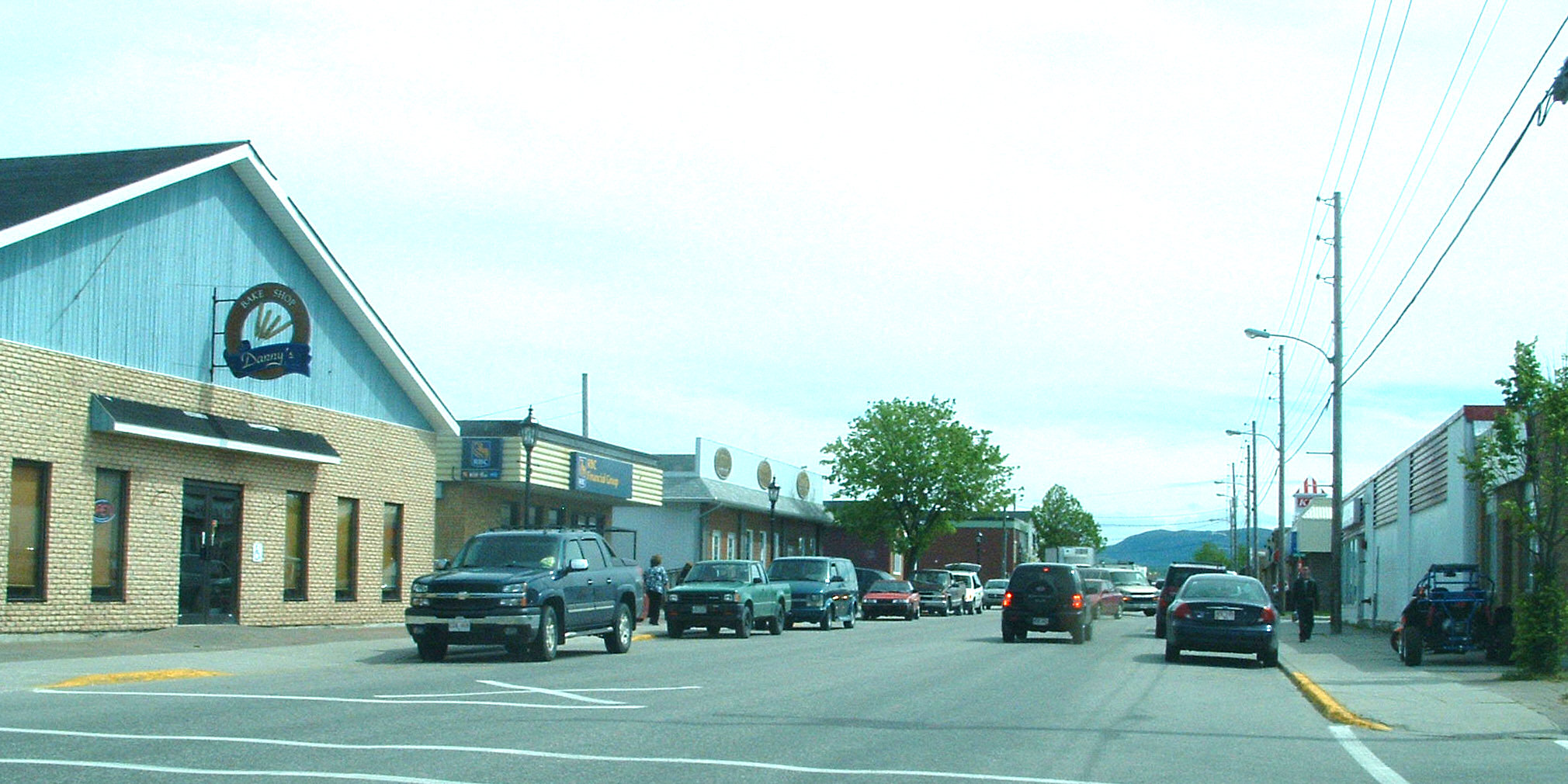
Главная улица города

| Показатель                                          | Янв. | Фев.  | Март | Апр. | Май  | Июнь | Июль | Авг. | Сен. | Окт. | Нояб. | Дек. |
| --------------------------------------------------- | ---- | ----- | ---- | ---- | ---- | ---- | ---- | ---- | ---- | ---- | ----- | ---- |
| Средний максимум, °C                                | −2,2 | −3    | 0,4  | 5,6  | 11,2 | 16,1 | 19,9 | 19,9 | 16   | 10,4 | 5,3   | 0,2  |
| Средняя температура, °C                             | −5,7 | −7    | −3,6 | 1,8  | 6,8  | 11,7 | 16   | 16   | 12,1 | 7    | 2,5   | −2,6 |
| Средний минимум, °C                                 | −9,1 | −10,9 | −7,5 | −2   | 2,4  | 7,4  | 12,1 | 12,2 | 8,2  | 3,6  | −0,2  | −5,4 |
| Норма осадков, мм                                   | 123  | 97    | 82   | 68   | 85   | 96   | 96   | 112  | 106  | 117  | 127   | 123  |
| Источник: Сlimate-data.org - Стивенвилл (1982—2012) |      |       |      |      |      |      |      |      |      |      |       |      |

## История
Район Стивенвилла ранее был известен под названием Акадская Деревня (англ. Acadian Village). Она была основана в 1844 году двумя  семьями с острова Кейп-Бретон. Основной деятельностью местных жителей было рыболовство и фермерство.
С 1848 по 1870 поселение называлось Индиан Хед (англ. Indian Head), а затем сменил название на Стивенвилл, в честь Стивена, первого ребенка рожденного в поселке.
Стивенвилл считался одной из лучших сельскохозяйственных территорий в Ньюфаундленде. До 1940 года Стивенвилл был почти полностью франкоязычной католической общиной.
В 1941 году Соединенные Штаты получили право на строительство базы ВВС в районе залива Сент-Джордж-Бей.
В 1966 году база была официально закрыта и передана канадской провинции Ньюфаундленд. Аэропорт стал использоваться для коммерческих рейсов, в том числе для базировки самолётов Trans Canada Airlines.

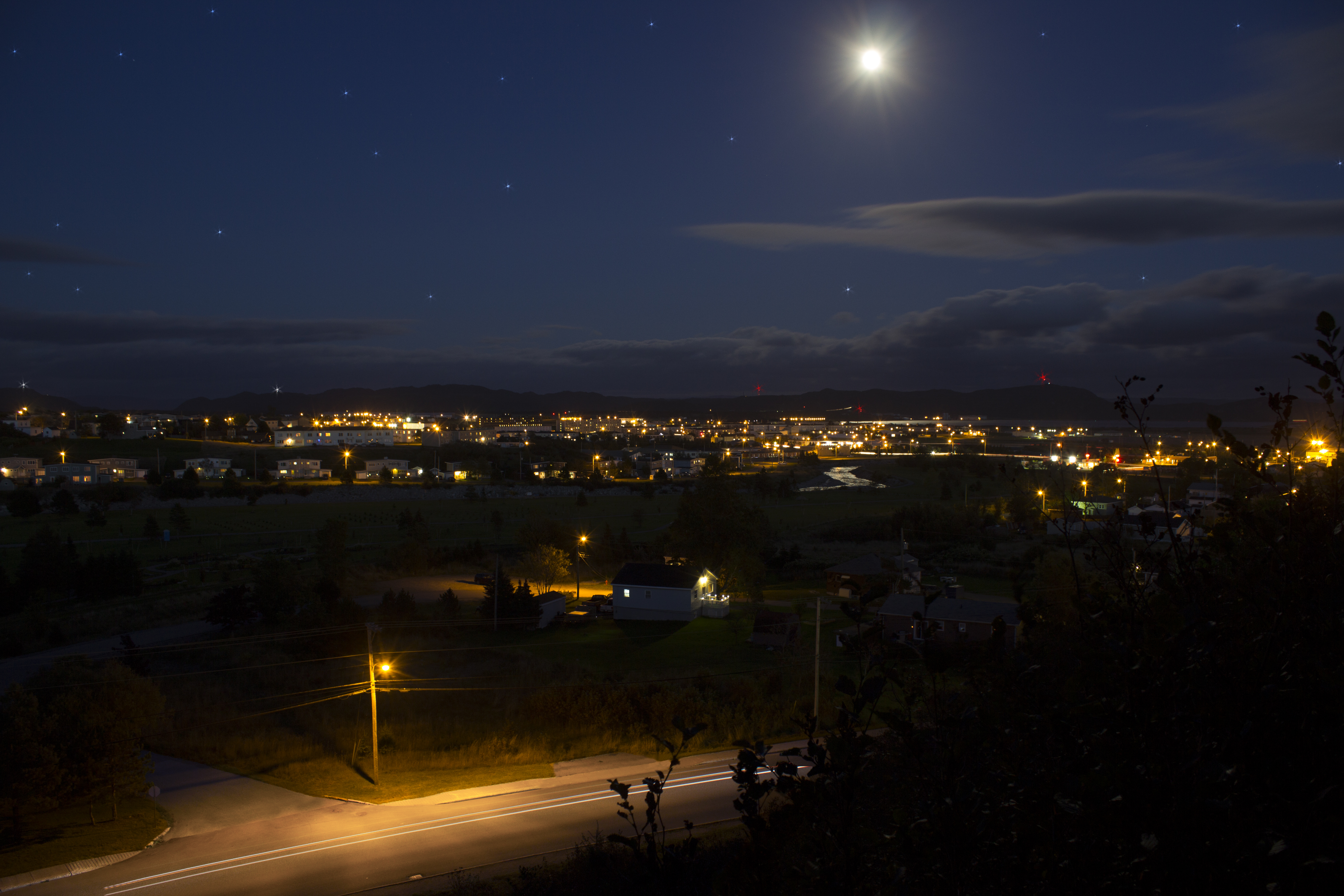
Город ночью

## Население
В 2016 гоу в городе проживало 6623 человек.